# Jorge Sesán
Juan Jorge Sesán (Laferrere, 1978) és un actor i director de cinema i televisió argentí. És conegut per protagonitzar i interpretar a Pablo, un lladre amb asma a la pel·lícula Pizza, birra, faso (1998), i és destacada la seva actuació en altres cintes com Una de dos (2004) i Motín en Sierra Chica (2013) i a Okupas. Forma part de la ventrada d'actors i realitzadors del moviment del Nou cinema argentí.

## Filmografia
- Emilia (2020)
- Marea alta (2020)
- Los áridos (2019) com a director
- Cartero (2019)
- El sonido de la campana (curtmetratge 2019)
- Al desierto (2017)
- Fuga de la Patagonia (2016)
- QTH (2016)
- El Hijo de Dios (2015)
- El ardor (2013)
- Motín en Sierra Chica (2013)
- De martes a martes (2012)
- La araña vampiro (2012)
- Juan y Eva (2011)
- El túnel de los huesos (2011)
- Desbordar (2011)
- El Sol (2010)
- Mate al Fondo (curtmetratge, 2007)
- Gigantes de Valdés (2007)
- El sueño del perro (2007)
- Garúa (2005)
- Pollo gira (cortometraje, 2005)
- La vanidad de las luciérnagas (curtmetratge, 2005)
- La mentira (curtmetratge, 2004)
- Vida en Marte (2004)
- Una de dos (2004)
- La expresión del deseo (curtmetratge, 1998)
- Pizza, birra, faso (1997)

## Televisió
- Nafta Súper (2016)
- 23 pares (2012)
- El hombre de tu vida (2011)
- Disputas (2003)
- Calientes (2000)
- Okupas (2000)